# Liste der denkmalgeschützten Objekte in Altenmarkt im Pongau
Die Liste der denkmalgeschützten Objekte in Altenmarkt im Pongau enthält die 6 denkmalgeschützten, unbeweglichen Objekte der Gemeinde Altenmarkt im Pongau.

## Denkmäler
| Foto |                 | Denkmal                                                                                    | Standort                                              | Beschreibung | Metadaten |
| ---- | --------------- | ------------------------------------------------------------------------------------------ | ----------------------------------------------------- | --- | --- |
| ja   | Datei hochladen | Heimatmuseum HERIS-ID: 22460 Objekt-ID: 18793                                              | Brunnbauerngasse 1 Standort KG: Altenmarkt            | Das heutige „Hoamathaus“ wurde um 1408 errichtet und diente vor allem als Unterkunft für Bergknappen. Später fand dieses Haus als Altenheim Verwendung und ist seither als das sogenannte „Bruderhaus“ bekannt. 1970 ging man daran, aus dem Bruderhaus das jetzige Heimatmuseum zu gestalten, welches 1998 nochmals erweitert wurde. Das Erdgeschoß ist gemauert, das Obergeschoß in Holzriegelbauweise errichtet. Auf dem flachen Dachstuhl befindet sich ein bäuerlich-pongauerischer Glockenturm. | BDA-Hist.: Q37869663 Status: § 2a Stand der BDA-Liste: 2025-06-30 Name: Heimatmuseum GstNr.: 157 Heimatmuseum Altenmarkt im Pongau                                                              |
| ja   | Datei hochladen | Kath. Pfarrkirche Dekanatskirche Unsere liebe Frau Geburt HERIS-ID: 22538 Objekt-ID: 18871 | Standort KG: Altenmarkt                               | → Hauptartikel : Pfarrkirche Altenmarkt im Pongau f1 | BDA-Hist.: Q18629823 Status: § 2a Stand der BDA-Liste: 2025-06-30 Name: Kath. Pfarrkirche Dekanatskirche Unsere liebe Frau Geburt GstNr.: .1 Dekanatskirche Mariä Geburt (Altenmarkt im Pongau) |
| ja   | Datei hochladen | Karner, Anna-Kapelle HERIS-ID: 22539 Objekt-ID: 18872                                      | Standort KG: Altenmarkt                               | → Hauptartikel : Pfarrkirche Altenmarkt im Pongau#Annakapelle f1 | BDA-Hist.: Q63986548 Status: § 2a Stand der BDA-Liste: 2025-06-30 Name: Karner, Anna-Kapelle GstNr.: .1 Ossuary, Anna chapel, Altenmarkt im Pongau                                              |
| ja   | Datei hochladen | Pfarrhof, Dechanthof HERIS-ID: 22540 Objekt-ID: 18873                                      | Zauchenseestraße 1 (Pfarrhof) Standort KG: Altenmarkt | → Hauptartikel : Pfarrkirche Altenmarkt im Pongau#Dechantshof f1 | BDA-Hist.: Q63986550 Status: § 2a Stand der BDA-Liste: 2025-06-30 Name: Pfarrhof, Dechanthof GstNr.: .2/1 Rectory Altenmarkt im Pongau                                                          |
| ja   | Datei hochladen | Friedhof und Lourdeskapelle HERIS-ID: 22541 Objekt-ID: 18874                               | Standort KG: Altenmarkt                               | → Hauptartikel : Pfarrkirche Altenmarkt im Pongau#Lourdeskapelle f1 | BDA-Hist.: Q63986552 Status: § 2a Stand der BDA-Liste: 2025-06-30 Name: Friedhof und Lourdeskapelle GstNr.: .1, 1 Cemetery Altenmarkt im Pongau                                                 |
| ja   | Datei hochladen | Dechantshofstall HERIS-ID: 22542 Objekt-ID: 18875                                          | Standort KG: Altenmarkt                               | → Hauptartikel : Pfarrkirche Altenmarkt im Pongau#Dechantshoftenne / Dechantshofscheune f1 | BDA-Hist.: Q63986553 Status: § 2a Stand der BDA-Liste: 2025-06-30 Name: Dechantshofstall GstNr.: .2/1                                                                                           |